# Kaïs Saïed
Kaïs Saïed, född 22 februari 1958 i Tunis, är Tunisiens president sedan oktober 2019. Han är professor i juridik, och saknade partipolitisk bakgrund när han 2019 bestämde sig för att ställa upp i presidentvalet. I första omgången 15 september fick han 18,4 % av rösterna, och ställdes i den andra valomgången 13 oktober mot mediamogulen Nabil Karoui, som han besegrade med 72,4 % av rösterna.
Även om Saïed är partipolitiskt obunden, har han en konservativ agenda. Han förespråkar dödsstraff, vill inte legalisera homosexuella handlingar, vill inte att döttrar och söner ska ärva lika mycket, och är emot diplomatiska förbindelser med Israel.  Han gjorde kampen mot korruptionen till en av sina centrala valfrågor, vilket tillsammans med hans stela uppträdande gett honom smeknamnet Robocop.